# Cheri Madsen
Cheri Madsen, nata Cheri Becerra (Omaha, 27 settembre 1976), è un'atleta paralimpica statunitense.

## Biografia
Madsen è una nativa americana della tribù degli Omaha. È cresciuta nel Nebraska, diplomandosi alla Nebraska City High School nel 1995. A tre anni ha perso l'uso delle gambe a causa di un'infezione virale sconosciuta nella colonna vertebrale. Ha iniziato a correre su carrozzina nel 1994 e due anni dopo si è qualificata per le Paralimpiadi del 1996. Lì, ha gareggiato in quattro gare della categoria T53, riuscendo a vincere due medaglie d'argento nei 100 e 200 metri e due medaglie di bronzo nei 400 e 800 metri. Ha partecipato alle Paralimpiadi estive del 2000 a Sydney nelle stesse quattro gare ma, stavolta, della categoria T54, vincendo due medaglie d'oro, nei 100 e 400 metri, e una d'argento nei 200 metri. Dopo Sydney 2000 si è semi-ritirata dalle competizioni per occuparsi della sua famiglia - ha sposato Eric Madsen il 2 giugno 2001 e in seguito ha dato alla luce le figlie Reese e Malayna. Nel 2007 suo fratello e suo padre rimasero uccisi in un incidente automobilistico. La Madsen è tornata alle competizioni nel 2013 per onorare la memoria di suo fratello, suo appassionato sostenitore. Si è qualificata per i campionati mondiali IPC 2013, i Giochi parapanamericani 2015 e le Paralimpiadi di Rio 2016, riuscendo a vincere medaglie in ognuna delle manifestazioni.

## Palmarès
| Anno | Manifestazione          | Sede           | Evento          | Risultato | Prestazione | Note |
| ---- | ----------------------- | -------------- | --------------- | --------- | ----------- | ---- |
| 1996 | Giochi paralimpici      | Atlanta        | 100 m piani T53 | Argento   | 16"74       |      |
| 1996 | Giochi paralimpici      | Atlanta        | 200 m piani T53 | Argento   | 29"64       |      |
| 1996 | Giochi paralimpici      | Atlanta        | 400 m piani T53 | Bronzo    | 57"15       |      |
| 1996 | Giochi paralimpici      | Atlanta        | 800 m piani T53 | Bronzo    | 1'53"41     |      |
| 2000 | Giochi paralimpici      | Sydney         | 100 m piani T54 | Oro       | 16"59       |      |
| 2000 | Giochi paralimpici      | Sydney         | 200 m piani T54 | Argento   | 29"51       |      |
| 2000 | Giochi paralimpici      | Sydney         | 400 m piani T54 | Oro       | 55"29       |      |
| 2013 | Mondiali paralimpici    | Lione          | 200 m piani T54 | Bronzo    | 30"32       |      |
| 2013 | Mondiali paralimpici    | Lione          | 400 m piani T54 | Bronzo    | 56"21       |      |
| 2015 | Giochi parapanamericani | Toronto        | 400 m piani T54 | Argento   |             |      |
| 2015 | Giochi parapanamericani | Toronto        | 800 m piani T54 | Bronzo    |             |      |
| 2015 | Mondiali paralimpici    | Doha           | 200 m piani T54 | Argento   | 29"96       |      |
| 2016 | Giochi paralimpici      | Rio de Janeiro | 400 m piani T54 | Argento   | 54"50       |      |
| 2017 | Mondiali paralimpici    | Londra         | 100 m piani T54 | Argento   | 16"64       |      |
| 2017 | Mondiali paralimpici    | Londra         | 200 m piani T54 | Argento   | 28"89       |      |
| 2017 | Mondiali paralimpici    | Londra         | 400 m piani T54 | Bronzo    | 55"05       |      |
| 2019 | Mondiali paralimpici    | Dubai          | 100 m piani T54 | Bronzo    | 16"42       |      |